# Gene Haas

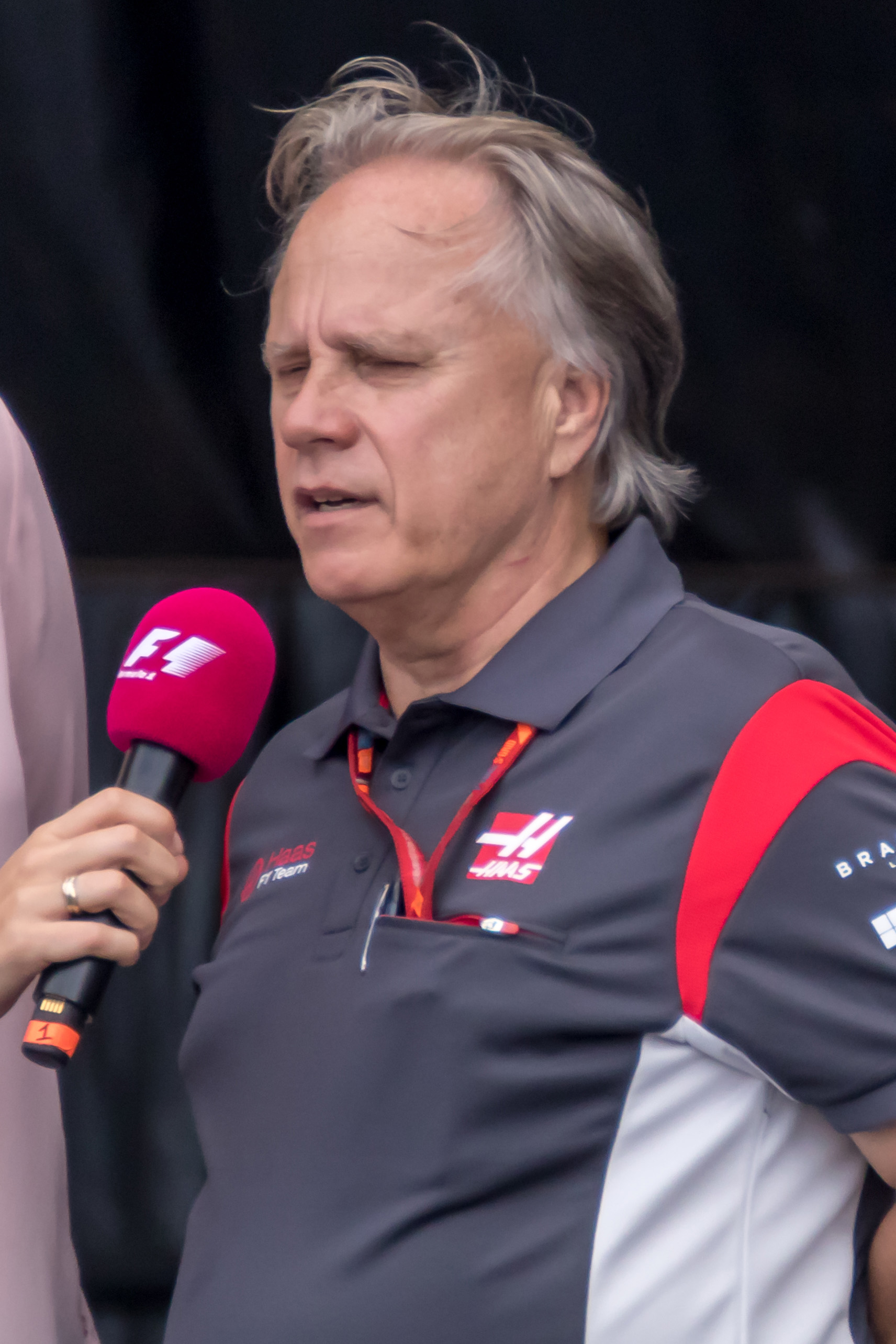
Gene Haas (2017)

Eugene „Gene“ Francis Haas (* 12. November 1952 in Youngstown) ist ein US-amerikanischer Unternehmer.
Haas ist Besitzer und Gründer von Haas Automation, einem kalifornischen Hersteller von Werkzeugmaschinen und eines der größten Unternehmen dieser Branche in den Vereinigten Staaten. Nach der Anzahl von verkauften Maschineneinheiten ist Haas Automation einer der größten Werkzeugmaschinenhersteller weltweit. Haas Automation ist Sponsor des Haas F1 Teams, dessen Gründer und Besitzer Gene Haas ist. Zudem gründete er auch das Stewart-Haas Racing-Team.
Haas zog früh mit seinen Eltern von Youngstown nach Los Angeles um. Seine Mutter war eine Lehrerin, sein Vater ein Designer bei Hughes Aircraft. Haas studierte Buchhaltung und Finanzwesen und arbeitete als Programmierer, bevor er sein Unternehmen gründete.